# Atacul ischemic tranzitoriu
Atacul ischemic tranzitoriu (AIT), cunoscut și sub numele de mini-accident vascular cerebral, este un episod scurt de disfuncție neurologică cauzat de lipsa fluxului sanguin (ischemie) într-o zonă a creierului sau a retinei, fără necroza țesuturilor. Prezintă aceleași simptome ca și un accident vascular cerebral, cum ar fi slăbiciune sau amorțeală pe o parte a corpului, pierderea bruscă a vederii, dificultăți de vorbire sau de înțelegere a vorbirii, coordonare slabă sau confuzie. Simptomele au în general un debut brusc și durează mai puțin de o oră.
Printre factorii de risc se numără diabetul zaharat, hipertensiunea arterială, fumatul, alcoolismul, stresul psihologic și lipsa de mișcare. AIT are un mecanism de bază similar cu cel al accidentelor vasculare cerebrale ischemice. Definiția se baza anterior pe o durată a simptomelor mai mică de 24 de ore; conform definițiilor mai noi, poate, de asemenea, să nu includă nicio dovadă de infarct la imagistica medicală.
Este o urgență medicală. Tratamentul poate include modificări ale stilului de viață, cum ar fi renunțarea la fumat și limitarea consumului de alcool, precum și administrarea de medicamente precum aspirină sau anticoagulante (diluanți ai sângelui). Alte măsuri includ gestionarea tensiunii arteriale, administrarea de statine și controlul zahărului din sânge. La persoanele care prezintă îngustarea arterelor carotide, poate fi indicată o endarterectomie carotidiană. Aproximativ o treime dintre persoanele care au suferit un AIT prezintă un accident vascular cerebral în viitor.
Aproximativ 2% dintre oameni au prezentat anterior un AIT și 1 din 1.000 de persoane sunt nou afectate în fiecare an. Persoanele în vârstă (> 60 de ani) sunt afectate mai frecvent. Bărbații sunt afectați în număr mai mare decât femeile. AIT a fost descris pentru prima dată în jurul anului 400 î.Hr. de Hipocrate și s-a remarcat ca fiind un factor de risc pentru accident vascular cerebral ulterior.